# Cmentarz Powstańców Warszawy

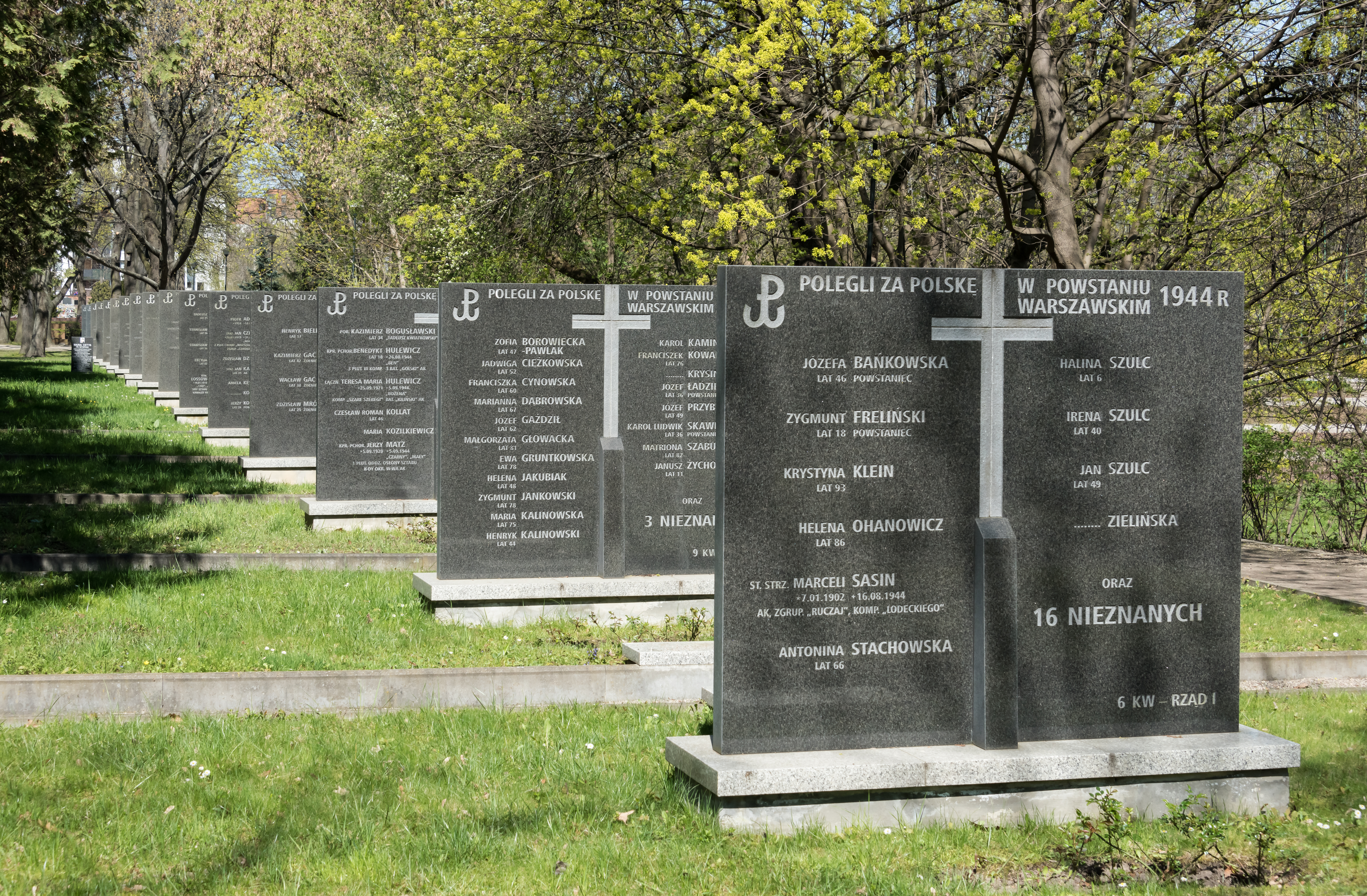
Fragment nekropolii

Cmentarz Powstańców Warszawy – największy w Polsce cmentarz wojenny, otwarty 25 listopada 1945 z przeznaczeniem na pochówki osób poległych podczas powstania warszawskiego, ekshumowanych do tymczasowych zbiorowych grobów z ulic i placów Warszawy. Znajduje się przy ul. Wolskiej 174/176. W 2012 wpisany do rejestru zabytków.
Nekropolia, która początkowo zajmowała 4,5 ha, zajmuje dziś obszar 1,5 ha. Od strony zachodniej i północnej jest ograniczona murem cmentarza Wolskiego, od południa ul. Wolską, a od wschodu ul. Józefa Sowińskiego. Spoczywają tam żołnierze powstania warszawskiego i jego ofiary cywilne, a także żołnierze polegli w innych działaniach II wojny światowej w Warszawie.
Na jej terenie znajduje się Staw Wolski.

## Historia

### Pochowani na cmentarzu
Pierwsze pochówki na cmentarzu Powstańców Warszawy odbyły się już w listopadzie 1945 i trwały do początku lat 50. Największy pogrzeb odbył się 6 sierpnia 1946, kiedy na Wolę zwieziono 5,5 tony prochów (117 trumien) osób zamordowanych i spalonych w pierwszych dniach powstania warszawskiego na terenach dawnego Generalnego Inspektoratu Sił Zbrojnych (Al. Ujazdowskie), siedziby Gestapo przy al. Szucha, a także z samej Woli, w tym z masowej eksterminacji mieszkańców określanej jako rzeź Woli.
Na cmentarzu pochowano także inne ofiary lat okupacji niemieckiej lat 1939–1945 m.in.: żołnierzy kampanii wrześniowej 1939, walk o Warszawę z 1945, Żydów rozstrzeliwanych w latach 1940–1943 na stadionie Skry przy ul. Okopowej, więźniów Pawiaka i okolicznych mieszkańców.
Według ksiąg cmentarnych na cmentarzu Powstańców Warszawy spoczywa 104 105 osób, poległych głównie podczas powstania warszawskiego. Liczba pochowanych żołnierzy powstania szacowana jest na 8–10 tys. 80% pochowanych to cywile (ludność cywilną przewodnicząca Społecznego Komitetu ds. Cmentarza Powstańców Warszawy Wanda Traczyk-Stawska nazwała głównym bohaterem powstania warszawskiego), w większości pochowani anonimowo. Do 2014 ustalono ok. 3300 nazwisk osób pochowanych na cmentarzu, pozostałe to ofiary bezimienne.
Jest największym cmentarzem wojennym w Polsce i jednym z największych w Europie.

### Władze komunistyczne a cmentarz Powstańców Warszawy
Nieprzychylna powstaniu warszawskiemu polityka władz Polski Ludowej sprawiła, że przez dziesięciolecia oficjalnie nie wspominano o istnieniu wolskiej nekropolii, nie odbywały się tam uroczystości rocznicowe, a cmentarz był utrzymywany w stanie zaniedbania.
Obowiązywał zakaz wystawiania nagrobków, co uzasadniano mającymi lada moment nastąpić pracami porządkowymi. Faktycznie, jak pokazują zdjęcia z lat 50. XX w. (zob. „Stolica” 1957, nr 45, s. 16), rodziny zmarłych starały się chociaż o symboliczny krzyż, często stawiając go po kryjomu i mimo że służba cmentarna była zobowiązana do usuwania wszystkich samowolnie zbudowanych pomników.
W latach 60. XX w. cmentarz został uporządkowany (zob. wygląd cmentarza) według projektu Tadeusza Wyrzykowskiego, który wzorował się na koncepcji Romualda Gutta i Aliny Scholtzówny z 1946, uzupełniając ją m.in. o własne projekty nagrobków. Jednocześnie obszar cmentarza został znacznie zmniejszony, pierwotnie zajmował bowiem teren ok. 13,3 ha między cmentarzem Wolskim a nieistniejącą dziś ul. Baltazara (równoległa do ul. Redutowej), tymczasem w toku prac porządkowych wschodnią granicę cofnięto do ul. Józefa Sowińskiego. Jednocześnie zaorano wszystkie mogiły niszcząc istniejące, prowizoryczne nagrobki.
Formalnie nekropolia pozostawała pod administracją władz miejskich, lecz z czasem kontrolę nad miejscem przejął Związek Bojowników o Wolność i Demokrację (ZBoWiD), decydując o tym, kto i jaki napis mógł umieścić na nagrobkach. Już zresztą pod koniec lat 40. XX w. wiele osób grzebano anonimowo, chociaż dało się ustalić ich personalia (dotyczyło to zwłaszcza żołnierzy Armii Krajowej). Co najmniej do połowy ostatniej dekady XX w. obowiązywał regulamin zabraniający m.in. samowolnego umieszczania napisów na pomnikach.
Cmentarz nie był również w żaden sposób oznaczony w terenie, a jedyne informacje o charakterze miejsca umieszczono w głębi nekropolii lub starano się ukryć. Ich treść nie oddawała prawdziwej genezy pochówków, np. jeszcze w latach 90. XX w. pod kurhanem znajdowała się tablica z napisem:
Cmentarz Powstańców Warszawy jest miejscem upamiętnienia walki i męczeństwa narodu polskiego. Na cmentarzu pochowane są szczątki i prochy bohaterskiego ludu Warszawy, zorganizowanych członków ruchu oporu i żołnierzy walczących o wyzwolenie stolicy z niewoli hitlerowskiej w latach 1939–1945.
Zarówno daty, jak i określenia osób pochowanych w tym miejscu, nie podają faktycznej genezy powstania cmentarza. Z kolei inna tablica, objaśniająca przyczynę usypania kurhanu, została celowo wmurowana za pomnikiem Polegli Niepokonani, przez co była i pozostaje nadal praktycznie niewidoczna.

### Stan obecny

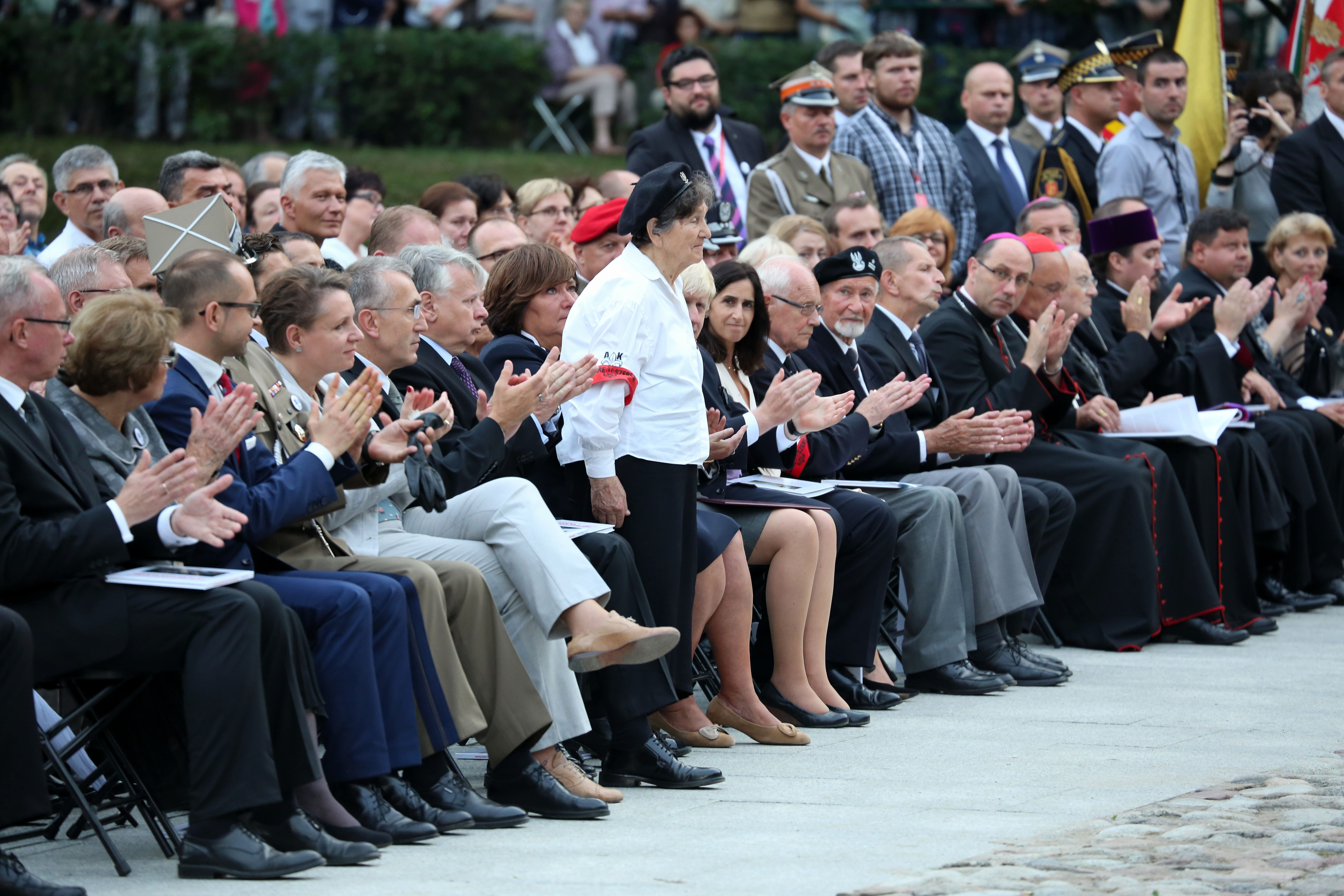
Wanda Traczyk-Stawska, przewodnicząca Komitetu ds. Cmentarza Powstańców Warszawy przy Światowym Związku Żołnierzy Armii Krajowej, podczas obchodów 70. rocznicy wybuchu powstania warszawskiego pod pomnikiem Polegli Niepokonani w Warszawie (2014)

Aż do XXI w. cmentarz był praktycznie pozbawiony symboliki powstańczej. Dopiero w 2001 na barykadzie i tarczy posągu Polegli Niepokonani umieszczono znaki Polski walczącej, tzw. kotwicę. Od tego czasu środowiska kombatantów prowadzą starania o właściwe uczczenie pamięci pochowanych na Woli osób (zob. Pomniki i tablice pamiątkowe).
Cmentarz ma status nekropolii wojennej, a tym samym znajduje się pod opieką władz państwowych.
W 1995 r. cmentarz wpisano do ewidencji zabytków, a do rejestru zabytków w 2012 r. pod numerem A-1057. Ochroną objęto obszar w granicach działek ewidencyjnych 11/3 oraz 14/2, obręb 6-07-10, ukształtowany w latach 1946–1960, wraz z wszelkimi komponentami decydującymi o jego historycznym charakterze (dyspozycja funkcjonalna, układ alej, rozplanowanie mogił, pomników i nasadzeń zieleni).
Od 27 lipca 2022 przy kurhanie stoi nowy krzyż. 2 października 2022 otwarto Izbę Pamięci przy Cmentarzu Powstańców Warszawy, będącą oddziałem Muzeum Warszawy, na którą składają się dwa pawilony wystawiennicze oraz Mur Pamięci, upamiętniający ofiary powstania warszawskiego.

## Wygląd cmentarza
Na cmentarzu Powstańców Warszawy jest niewiele pojedynczych grobów. Ludzkie szczątki pogrzebano w 177 zbiorowych mogiłach oraz w kurhanie, gdzie złożono ludzkie prochy, znajdującym się w miejscu, gdzie postawiono pomnik „Polegli Niepokonani” Kazimierza Gustawa Zemły. Oblicza się, iż zawiera on ok. 12 ton prochów, co odpowiada liczbie ok. 50 tys. osób.

### Plany niezrealizowane
Już w 1946, na prośbę płk Jana Mazurkiewicza ps. „Radosław”, Romuald Gutt wraz z Aliną Scholtz opracowali koncepcję estetycznej organizacji terenu cmentarza.
Według projektu oś założenia wyznaczała szeroka aleja, poprowadzona równolegle do ul. Wolskiej od muru cmentarza Wolskiego, poprzez kurhan, do ul. Redutowej. Największą masową mogiłę miał ozdobić sarkofag umieszczony pod baldachimem podpartym czterema kolumnami (pierwotnie kaplica z ołtarzem polowym). Kwatery z grobami pojedynczymi i zbiorowymi zaprojektowano na całej przestrzeni między cmentarzem Wolskim a ul. Redutową, planując oddzielenie ich szpalerami drzew. Całość otaczałby parkan obsadzony pnączami lub żywopłotem.
Rozpoczęto prace nad realizacją tego projektu, lecz ostatecznie ich zaniechano, jako oficjalną przyczynę podając brak funduszy.

### Stan do lat 60. XX w.
Przez kilkanaście lat cmentarz Powstańców Warszawy znajdował się w stanie skrajnego zaniedbania. Z projektu Gutta i Scholtz zrealizowano tylko Aleję Główną, kilka ścieżek między kwaterami, a dawną gliniankę zamieniono na staw. Nieliczne nagrobki miały charakter nietrwały i nawet kurhan z prochami pomordowanych oznaczony był tylko prostym, metalowym krzyżem, skromną, kamienną płytą i prowizoryczną tablicą z napisem:
Tu spoczywają prochy tysięcy ofiar faszyzmu hitlerowskiego zamordowanych i spalonych w Warszawie 1944 r.

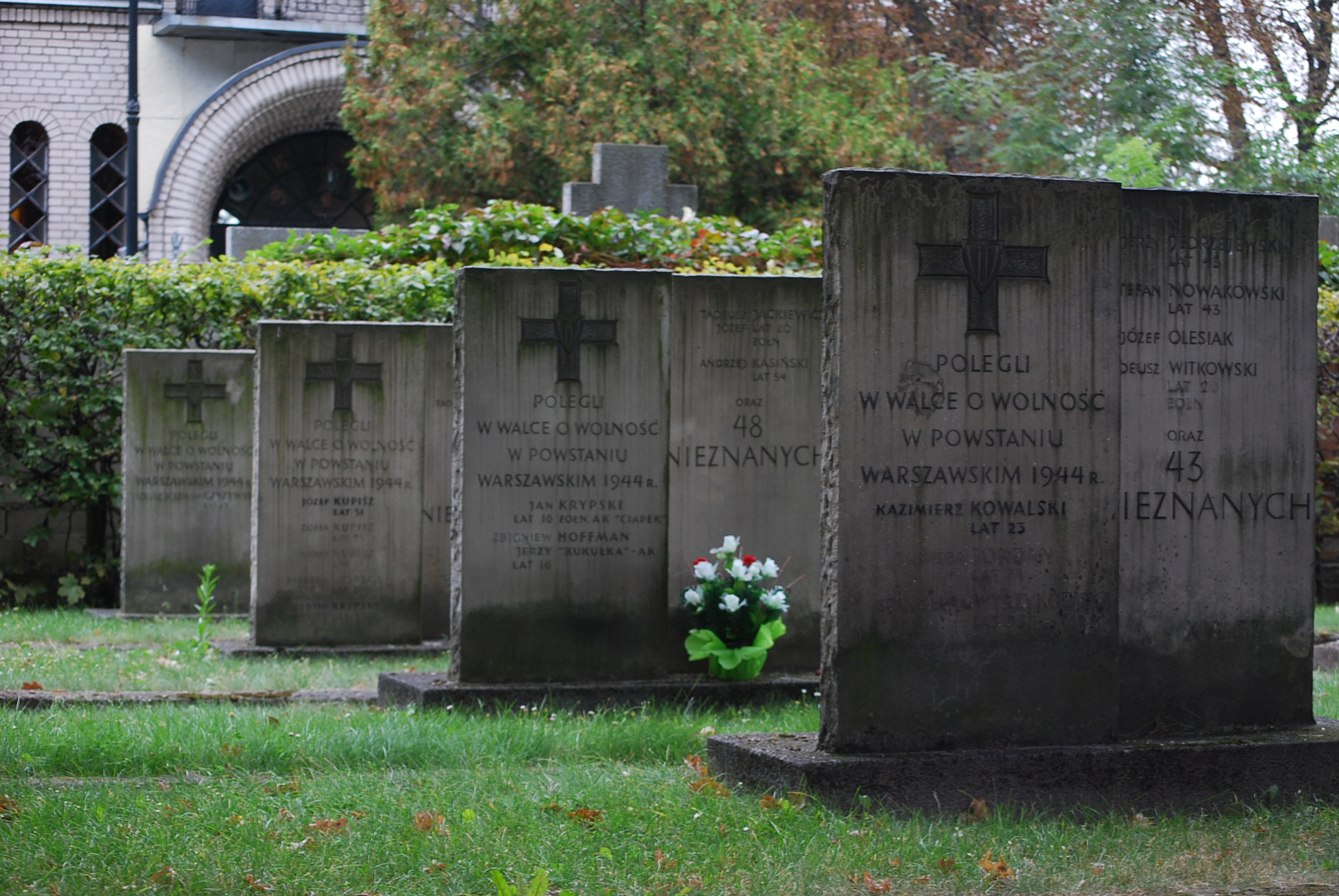
Nagrobki projektu Tadeusza Wyrzykowskiego (stan przed przebudową nekropolii)

### Stan od lat 60. XX do początku XXI w.
W początku lat 60. XX w., według projektu artysty rzeźbiarza Tadeusza Wyrzykowskiego, wykonano szereg prac, które znacznie poprawiły estetykę cmentarza Powstańców, aczkolwiek budziły kontrowersje (zwłaszcza w środowiskach kombatanckich).
Kwatery zostały uregulowane, a teren obsadzono krzewami oraz drzewami, w czym bezpośrednio wzorowano się na planie Gutta i Scholtz. Jednocześnie teren cmentarza został bardzo zmniejszony i ograniczony od wschodu ul. Józefa Sowińskiego. Na pozostałej części utworzono skwer. Obecnie ten teren zagospodarowano jako park Powstańców Warszawy.
Jednak najistotniejszą zmianą było wystawienie ujednoliconych nagrobków w formie pionowych, kamiennych płyt z kombatanckim odznaczeniem Polski Ludowej tzw. Krzyżem Grunwaldu. Pod nim umieszczono napis Polegli w walce o wolność w Powstaniu Warszawskim 1944 r. co może zostać odczytane jako „przywłaszczanie” przez komunistyczne władze ówczesnej Polski idei powstania. Jednocześnie nazwiska pochowanych znalazły się na nielicznych pomnikach, a w większości wypadków podano tylko liczbę osób z określeniem nieznany.
W latach 70. przeprowadzono remont mogiły zbiorowej, w której umieszczono około 12 ton prochów ponad 50 tysięcy ludzi zamordowanych i spalonych głównie na Woli. Do 1972 r. nad komorą grobową był umiejscowiony metalowy krzyż. W jego miejsce powstał kurhan przykryty brukiem, na którym postawiono w 1973 r. pomnik „Polegli Niepokonani” autorstwa prof. Kazimierza Gustawa Zemły. Krzyża przywrócono dopiero w 2022 r.
Od czasu zmian wprowadzonych w latach 60. i 70. XX w. cmentarz przez długi czas nie ulegał żadnym przekształceniom. Pozostaje nieogrodzony i swobodnie dostępny dla odwiedzających lub spacerowiczów. Dopiero w 2004 r. od strony ul. Wolskiej wystawiono kamienny blok informujący o rozciągającym się dalej cmentarzu.
Dzięki staraniom Społecznego Komitetu ds. Cmentarza Powstańców Warszawy w 2012 rozpoczęto remont części nekropolii. Wszystkie nagrobki w tzw. dużych kwaterach zastąpiono nowymi. Wymienione zostały pomniki w małych kwaterach wzdłuż muru cmentarza. Posadzono żywopłot na granicy cmentarza, uporządkowano teren od strony ul. Wolskiej, wyremontowano chodniki i schody. Wzniesiono także nową bramę, którą zaprojektował Marek Moderau. Poszczególne etapy prac finansowane były ze środków Mazowieckiego Urzędu Wojewódzkiego, Rady Ochrony Pamięci Walk i Męczeństwa oraz Urzędu Dzielnicy Wola.

### Pomniki i tablice pamiątkowe na cmentarzu i w parku Powstańców Warszawy

#### Pomnik Polegli Niepokonani

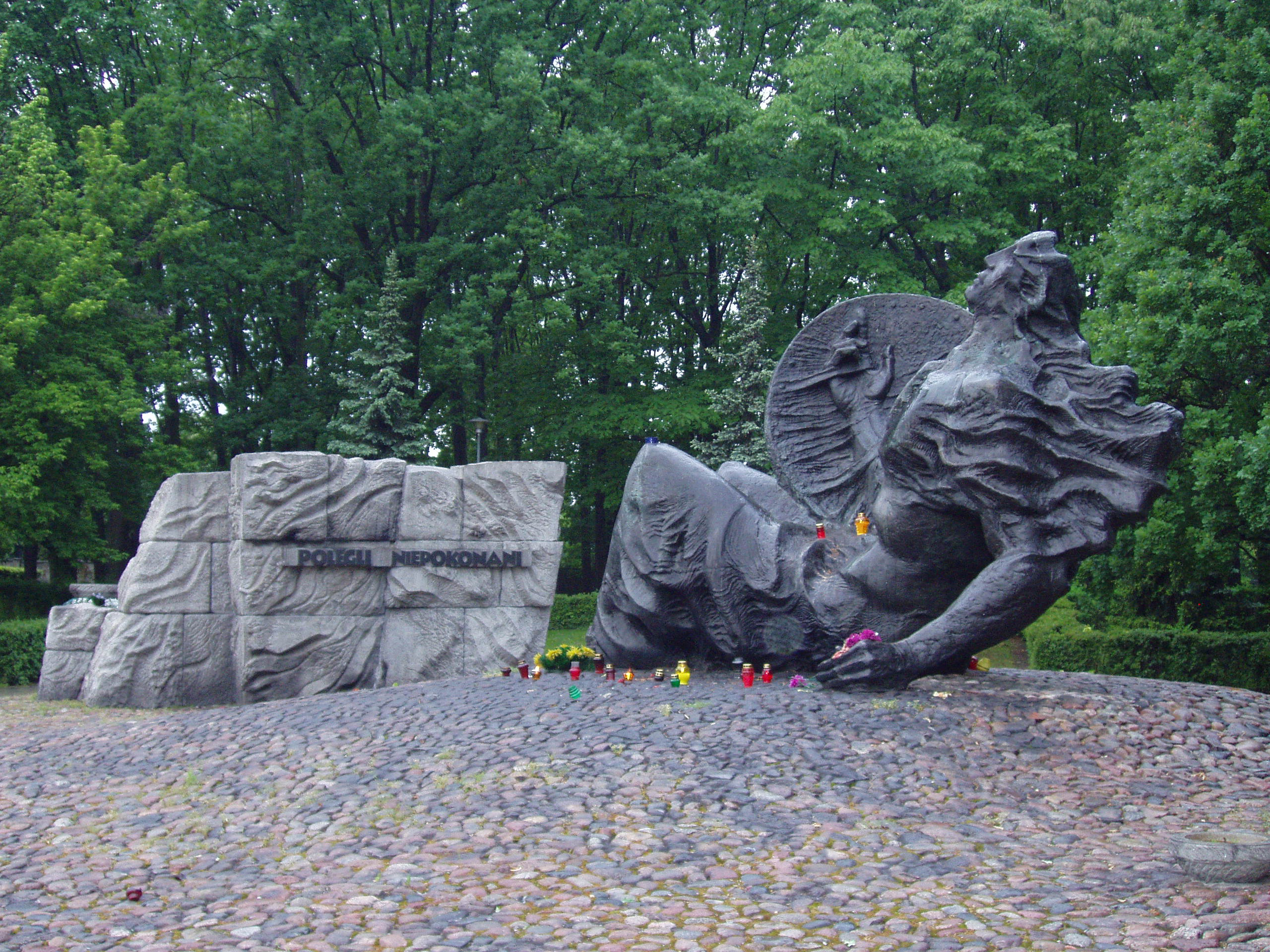
Pomnik Polegli Niepokonani Kazimierza Gustawa Zemły

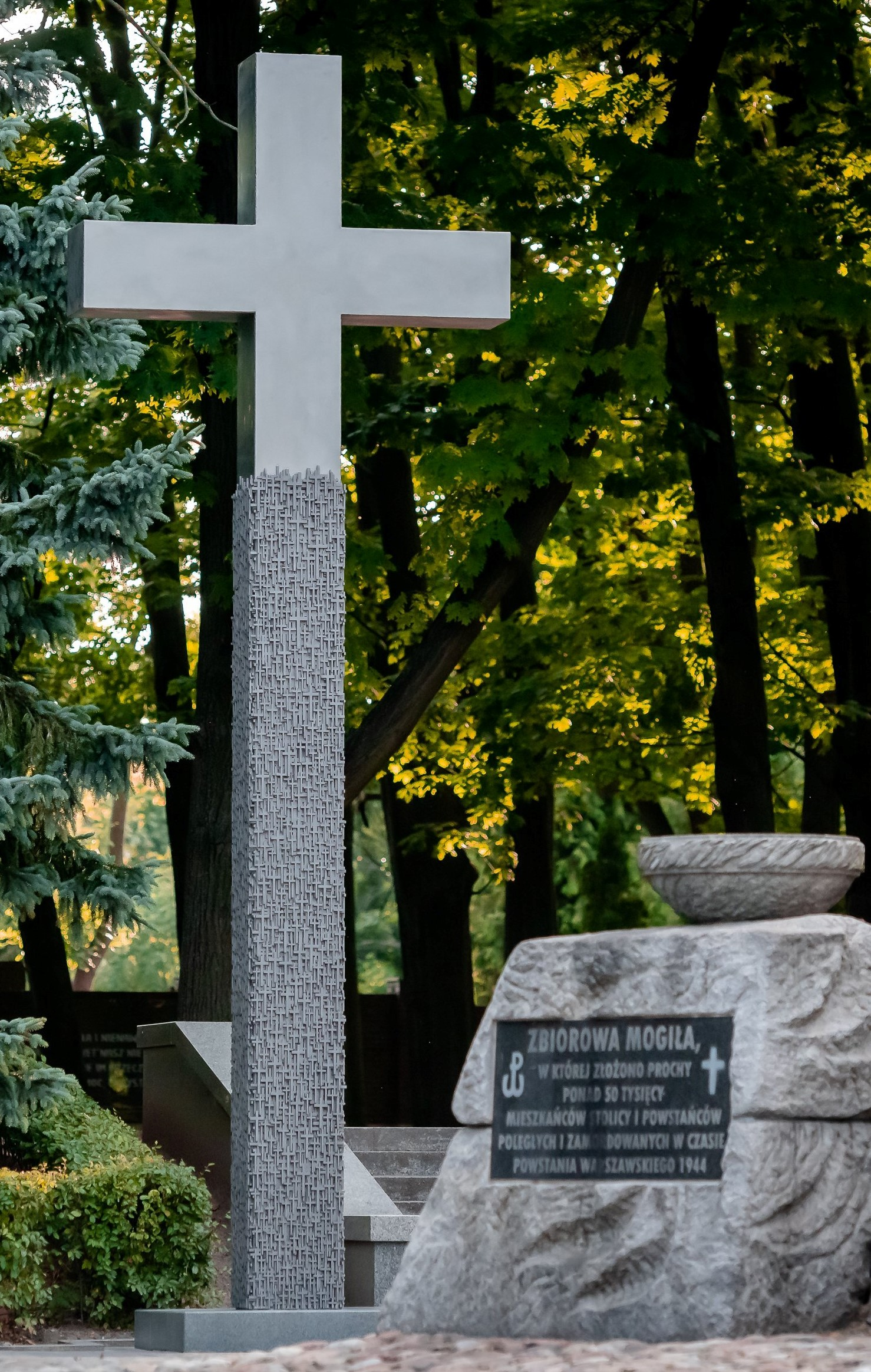
Krzyż przy kurhanie

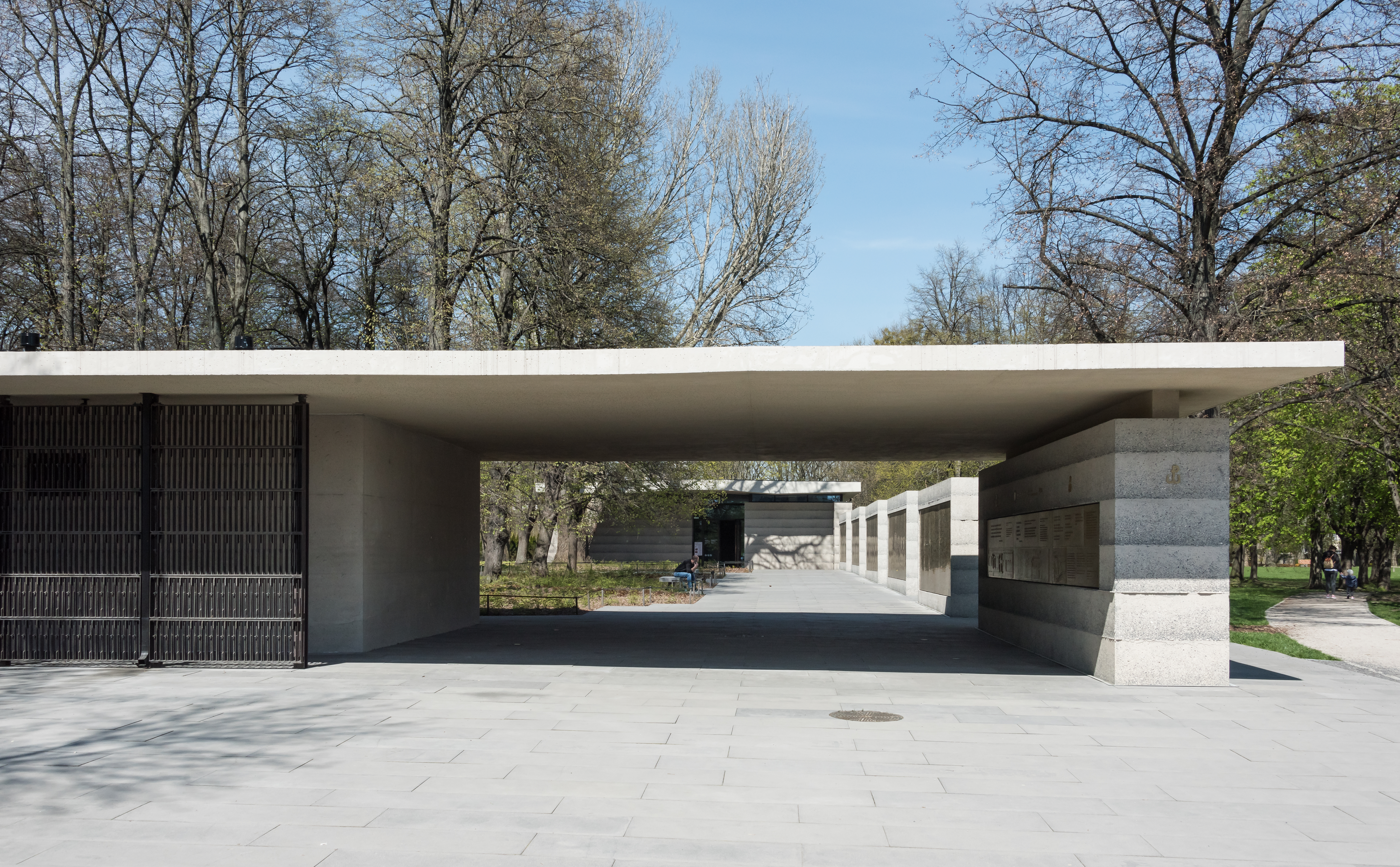
Izba Pamięci przy Cmentarzu Powstańców Warszawy

Odsłonięty w 1973 według projektu artysty rzeźbiarza Kazimierza Gustawa Zemły, był pierwszym monumentalnym pomnikiem upamiętniającym powstanie warszawskie.

#### Tablica na kurhanie
Metalowa płyta z napisem:
W tym miejscu spoczywają prochy ponad 50 tysięcy Polaków, cywilnych mieszkańców Warszawy oraz żołnierzy Armii Krajowej, poległych za wolność Ojczyzny zamordowanych przez Niemców podczas Powstania Warszawskiego w sierpniu i wrześniu 1944 r. 6 VIII 1946 r. złożono tu 117 trumien z prochami osób zamordowanych i spalonych przewiezionych między innymi: z siedziby Gestapo w Al. Szucha, ul. Wolskiej, ul. Górczewskiej, parku Sowińskiego, ze szpitala św. Stanisława (fabryka Franaszka), ul. Moczydło, ul. Młynarskiej.
została wmontowana w zbocze kurhanu, ale od strony zachodniej, przez co jest trudno widoczna.

#### Krzyż przy kurhanie
Został postawiony z inicjatywy Wojewody Mazowieckiego 27 lipca 2022 przez Fundację Nie Zapomnij o Nas Powstańcach Warszawskich, dzięki środkom budżetowym Prezesa Rady Ministrów. Krzyż ma ok. 6 metrów wysokości, co ma uzmysławiać ogromną liczbę spoczywających tu mieszkańców Warszawy. Umieszczono na nim także ok. 4 tysięcy małych krzyżyków, które symbolizują liczbę zidentyfikowanych ofiar. Materiał użyty do wykonania pomnika nawiązuje do tego przy ul. Górczewskiej 32. Autorem krzyża jest Marek Moderau.

#### Informacja o historii cmentarza
Kamienna, pionowa tablica została umieszczona w pierwszych latach XXI w. u stóp kurhanu od ul. Józefa Sowińskiego. Wykuto na niej tekst podkreślający przede wszystkim powstańczą genezę nekropolii, a także podający daty pochówków, liczbę pogrzebanych osób i najważniejsze lokalizacje, skąd ekshumowano zwłoki.

#### Krzyż-ołtarz
Na osi alei głównej, przy murze cmentarza Wolskiego w 60. rocznicę wybuchu powstania (2004) wystawiono kamienny ołtarz z krzyżem i emblematem Polski walczącej. Powstał z inicjatywy środowisk kombatanckich (zwłaszcza Światowego Związku Żołnierzy AK i Komitetu ds. Cmentarza Powstańców Warszawy), dążących do nadania cmentarzowi charakteru sakralnego. Został zaprojektowany przez Tadeusza Wyrzykowskiego.

#### Tablica poświęcona harcerzom
W 2009 przy alei głównej wystawiono kamienną tablicę ku czci harcerzy Szarych Szeregów poległych w czasie II wojny światowej i w Powstaniu Warszawskim.

#### WystawaZachowajmy ich w pamięci
Od 2015 w głównej alei spacerowej parku Powstańców Warszawy organizowana jest sezonowa wystawa plenerowa Zachowajmy ich w pamięci organizowana przez Muzeum Powstania Warszawskiego. Ma ona formę 93 podświetlanych od wewnątrz filarów z tworzywa sztucznego zawierających ponad 57 tys. nazwisk mieszkańców Warszawy, poległych lub zaginionych podczas powstania. Wystawie towarzyszy internetowa baza ofiar, która jest na bieżąco aktualizowana i rozszerzana przez Muzeum. Wystawa eksponowana jest co rok, od wiosny do jesieni.

#### Pomnik Matki
Na terenie parku znajduje się też pomnik Matki, odsłonięty w maju 2017 r. w czasie obchodów Dnia Matki. Jego autorem jest Łukasz Krupski. Rzeźba przedstawia kobietę trzymającą całun i jest zwrócona twarzą w stronę nekropolii. Na postumencie umieszczono słowo „Matka” w językach polskim, rosyjskim, niemieckim i hebrajskim. Pomnik powstał z inicjatywy Wandy Traczyk-Stawskiej ps. „Pączek”, uczestniczki Powstania Warszawskiego, stojącej na czele Społecznego Komitetu ds. Cmentarza Powstańców Warszawy.

#### Korzenie Pamięci
We wschodniej części parku znajduje się ponad 20 drzew zasadzonych w ramach cyklicznej akcji Korzenie pamięci, zainaugurowanej w 2021 roku. Każde z drzew upamiętnia jednego powstańca, którego opisuje stojąca obok tablica. Znajduje się na niej również kod QR, który umożliwia odsłuchanie historii danej osoby, opowiedzianej i nagranej w ramach akcji. Narratorami są osoby, których potomkowie zgłosili się do projektu i nagrali swoje wspomnienia o przodku. Akcja koordynowana jest przez Muzeum Powstania Warszawskiego.

#### Izba Pamięci przy Cmentarzu Powstańców Warszawy
Izba składa się z dwóch pawilonów wystawienniczych, w których znajdują się ekspozycje dotyczące historii cmentarza od 1945 r. oraz instalacja multimedialna projektu Krzysztofa Wodiczki. Z izbą sąsiaduje Mur Pamięci, na którym upamiętniono nazwiska ofiar Powstania Warszawskiego i egzekucji dokonanych przez oddziały niemieckie. Budowa izby została sfinansowana przez m. st. Warszawa i jest ona oddziałem Muzeum Warszawy.

## Galeria

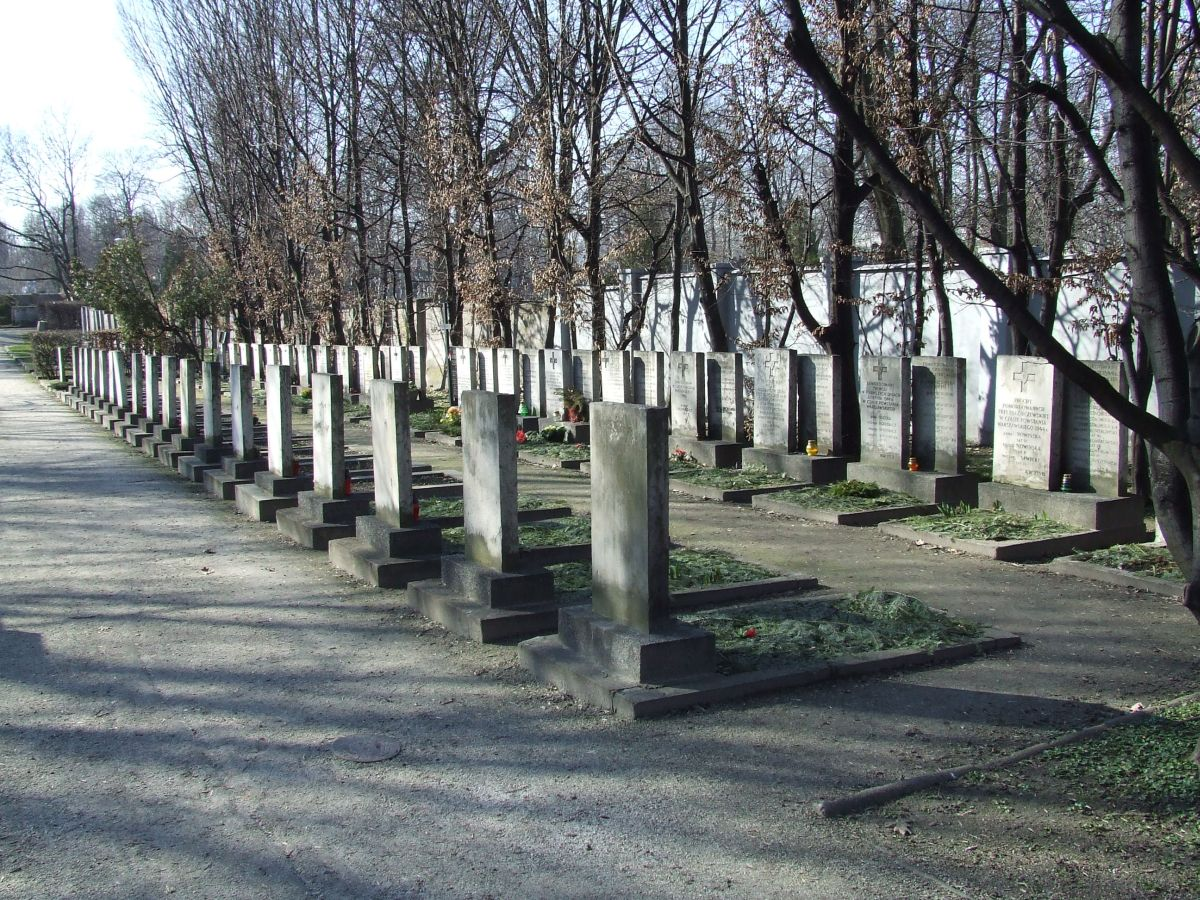
Groby ludności cywilnej (stan przed przebudową nekropolii)
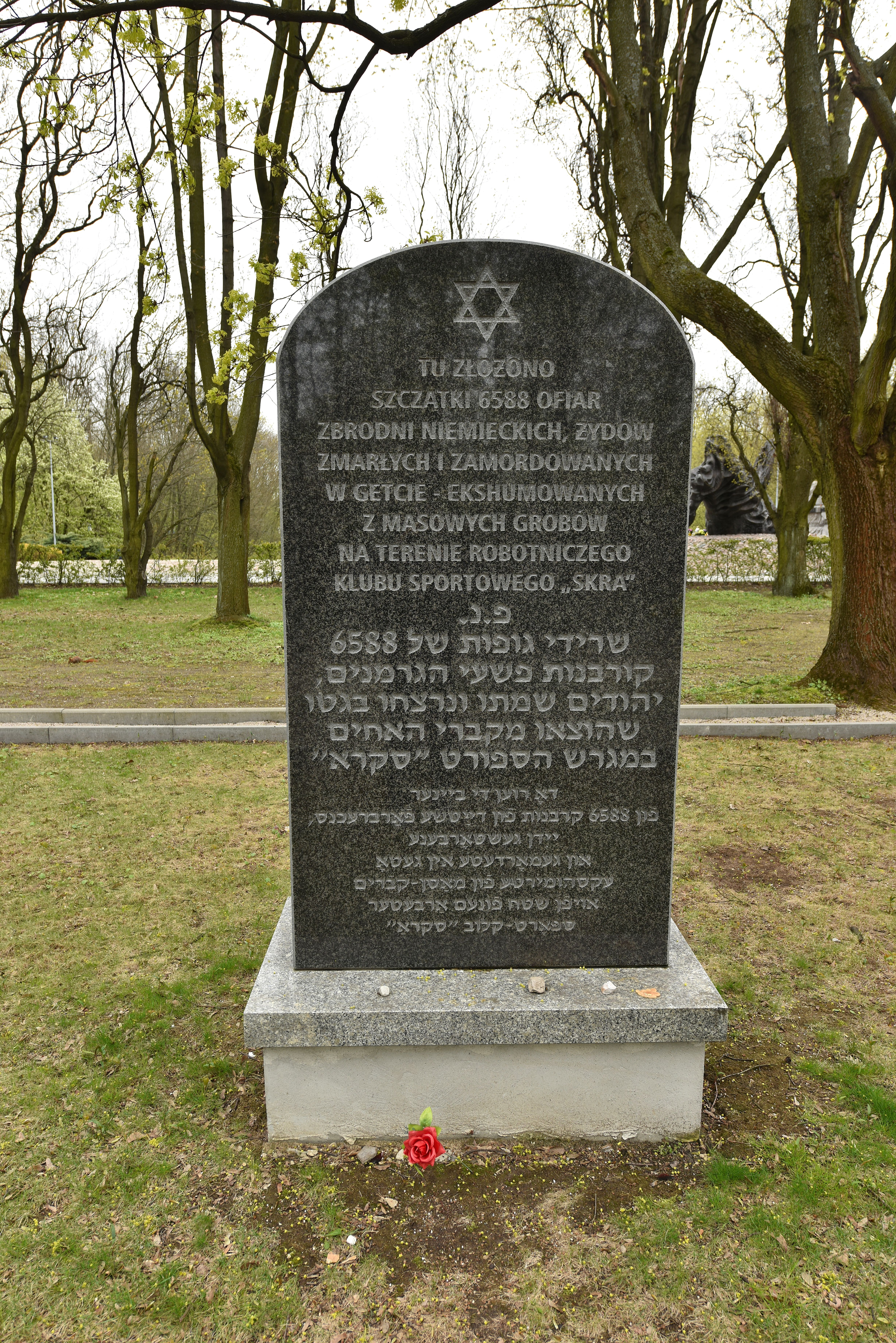
Upamiętnienie Żydów ekshumowanych ze stadionu „Skry”
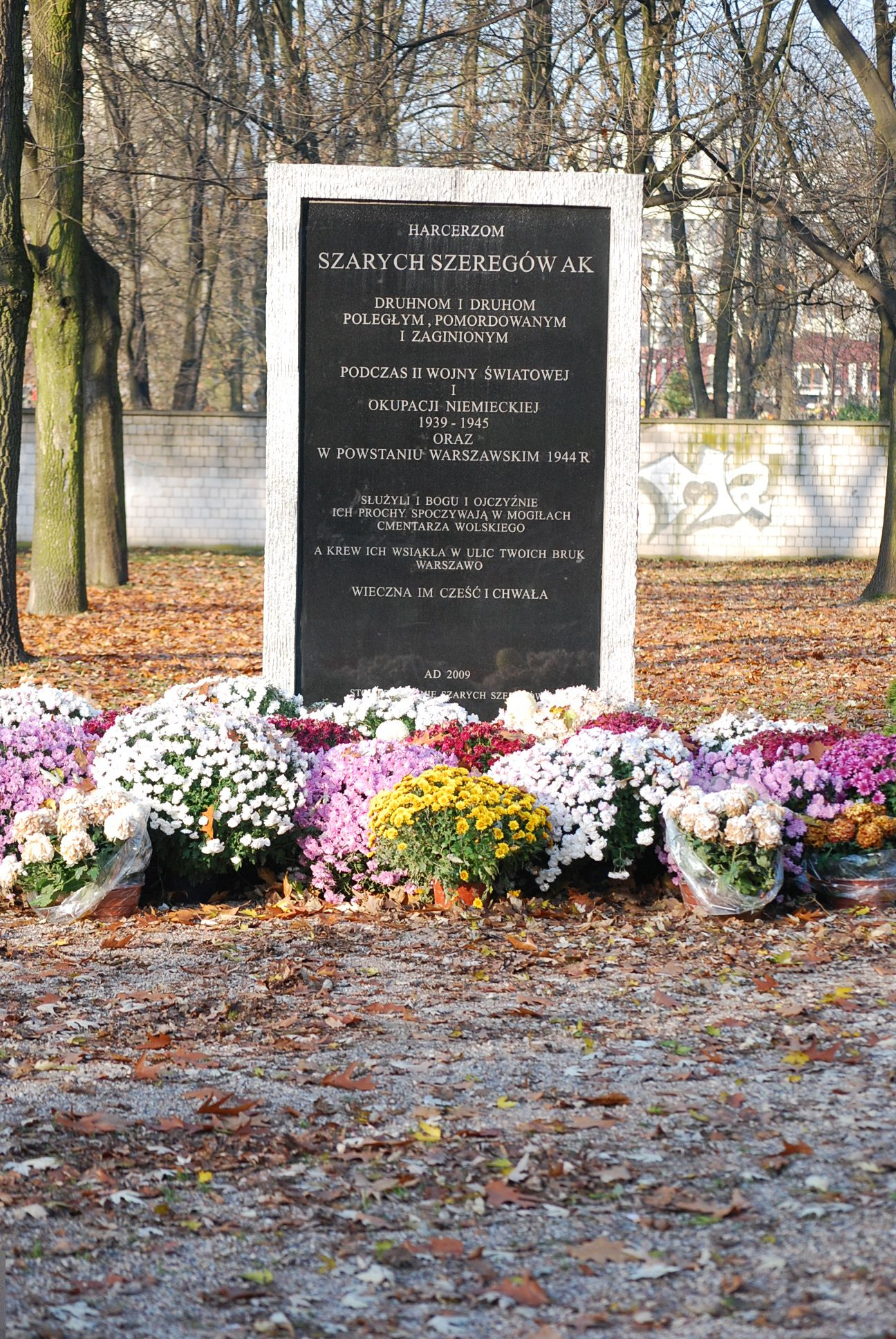
Tablica poświęcona harcerzom Szarych Szeregów
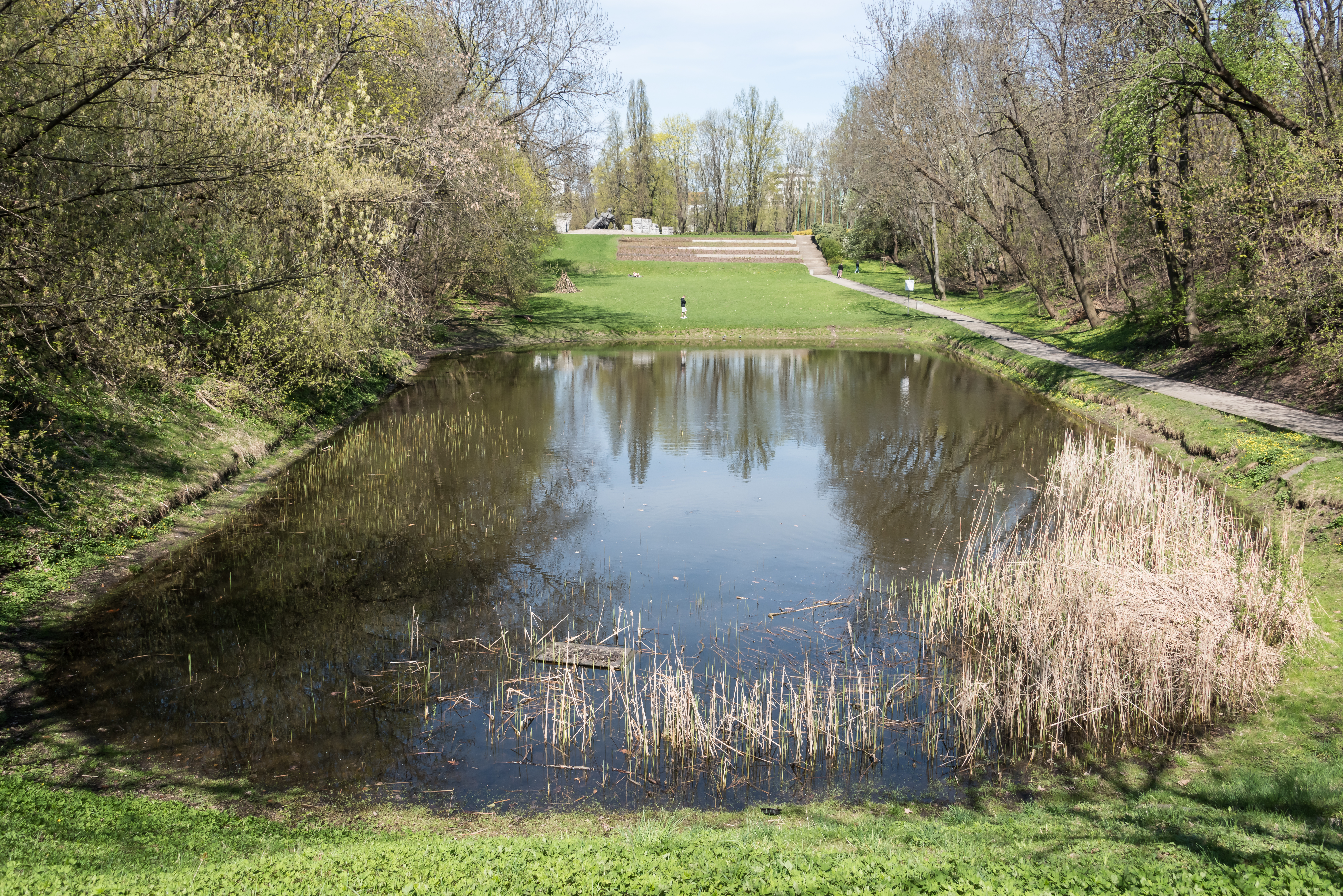
Staw Wolski